# Ървинг
Вижте пояснителната страница за други значения на Ървинг.
Ървинг (на английски: Irving) е град в щата Тексас, САЩ. Кръстен е на американския писател Уошингтън Ървинг. Фамилното име Ървинг е с шотландски произход. Населението на града е 240 373 жители (по приблизителна оценка от 2017 г.). Площта му е 175,3 кв. км. Намира се на 147 м н.в. в окръг Далас в североизточната част на Тексас. Получава статут на град на 14 април 1914 г. През 2010 г. 64,2% от населението са бели, 10,2% са афроамериканци, 0,7% са индианци, 8,24% са азиатци, 0,13% са от тихоокеанските острови, 13,4% са от други раси и 3,20% от две или повече раси. С испански или латино произход от всички раси общо са 31,20% от населението. В Ървинг се е намирал бившия стадион на отбора по американски футбол Далас Каубойс. Стадионът впоследствие е разрушен.
В Ървинг се намира централата на „Маккесън“, един най-големите дистрибутори на лекарства и медицински консумативи в света.